# Červený Kláštor
Červený Kláštor je obec na Slovensku v okrese Kežmarok. Nedaleko obce protéká řeka Dunajec, jež tvoří slovensko-polskou hranici. Od roku 2006 spojuje Červený Kláštor a polskou obec Sromowce Niżne pěší most. Název obce je odvozen od stejnojmenného kláštera, jenž nyní slouží jako turistická atrakce.
K 31. 12. 2004 zde žilo 222 obyvatel.

## Turistika
- splouvání Dunajce na dřevěných vorech zvaných pltě – až po hranice s Polskem
- splouvání Dunajce na nafukovacích člunech – rafting v úseku Národný park Pieniny.
- prohlídky Červeného kláštora, kde personál podá výklad o životě zdejších mnichů.
- procházka po turistických stezkách, chodníčkoch (např. podél Dunajce 8 km).

### Splouvání Dunajce
Délka trasy po řece Dunajec činí 9 km, přestože vzdušnou čarou je to mnohem méně. Řeka omývající mimo jiné úpatí skal zvaných Tri Koruny má totiž mnoho zákrutů (Prielom Dunajca). Cesta trvá něco přes hodinu – záleží na výšce vodní hladiny. Voraři cestou vyprávějí o zdejší minulosti a o různých pověrách, jež v okolí panovaly.

### Muzea
Muzeum Červený kláštor – folklór oblasti Zamaguří, historická lékárna 

## Galerie

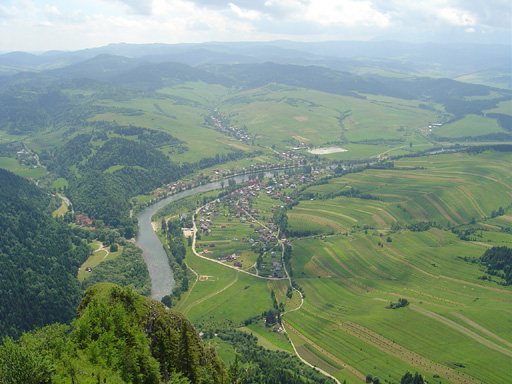
Pohled na Červený Kláštor a Sromowce
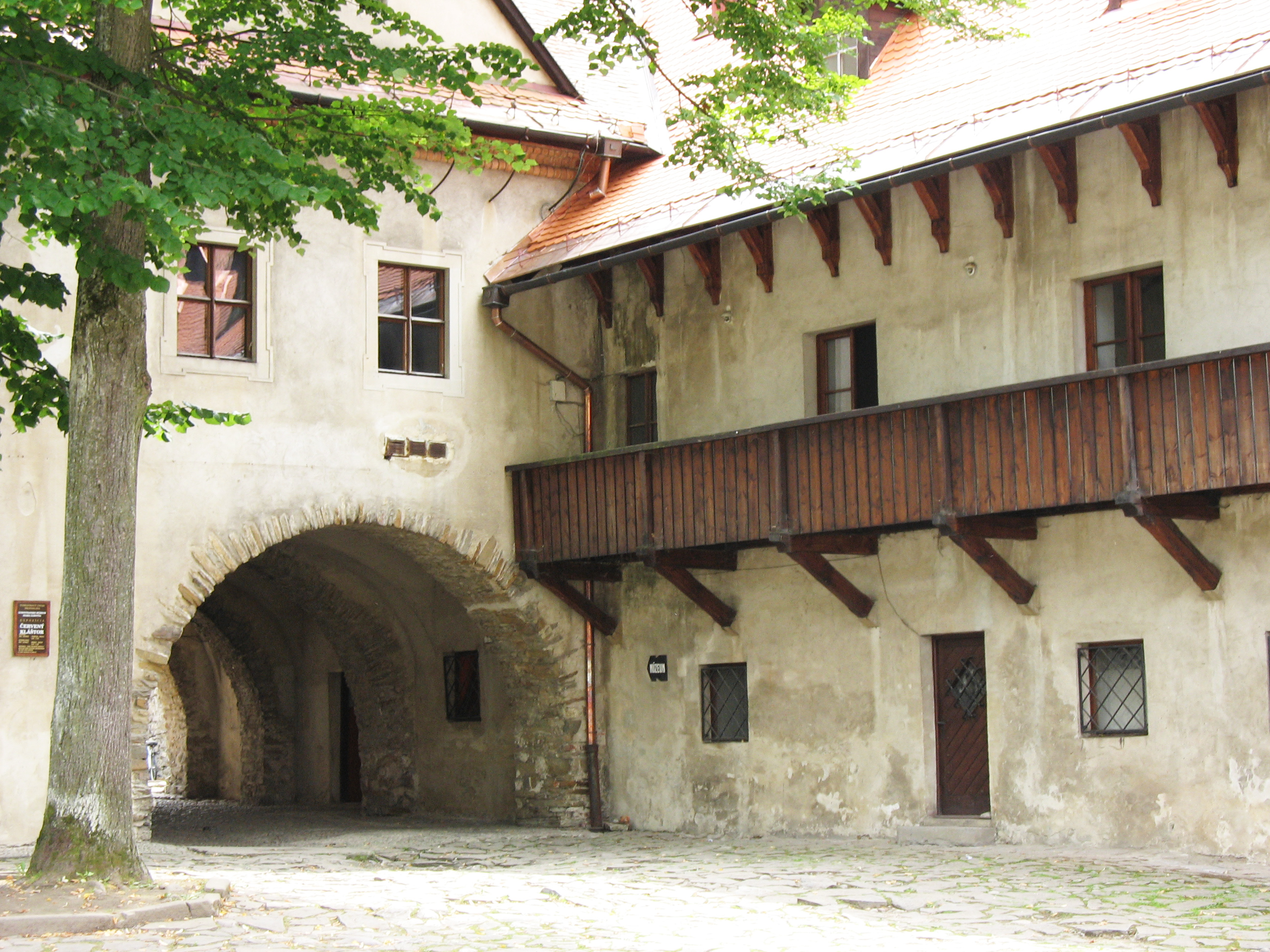
Červený kláštor
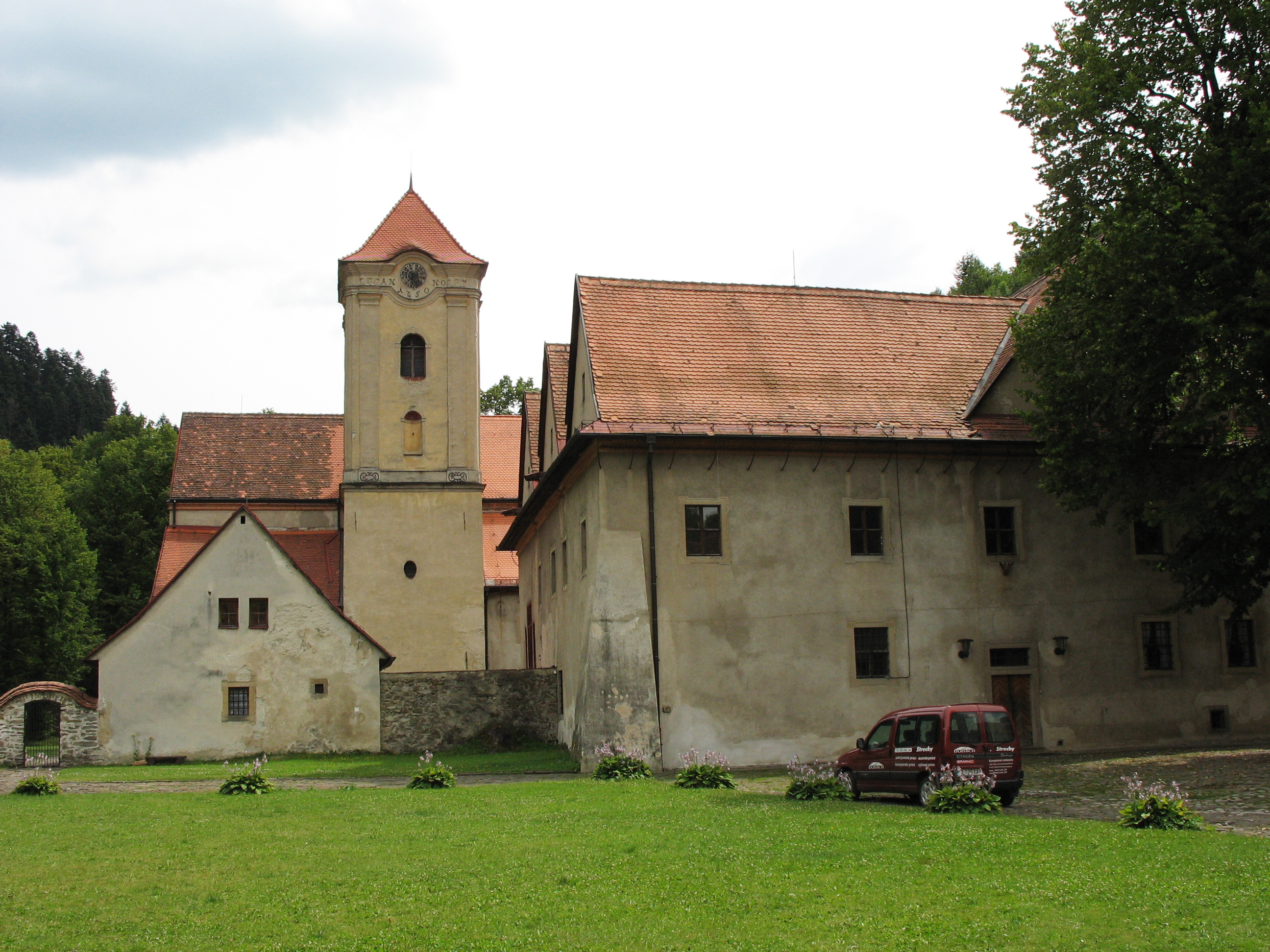
Červený kláštor
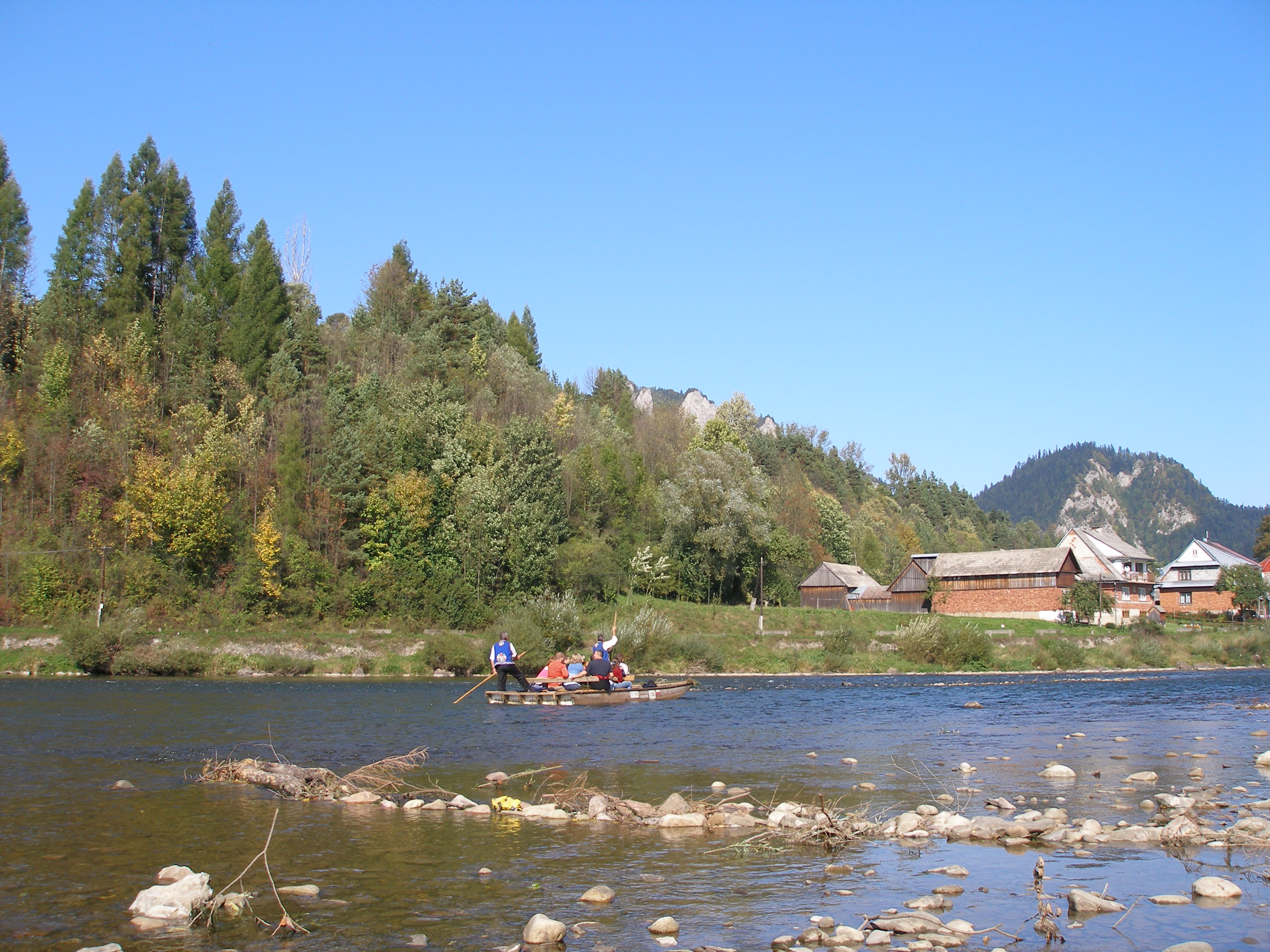
Vory na Dunajci
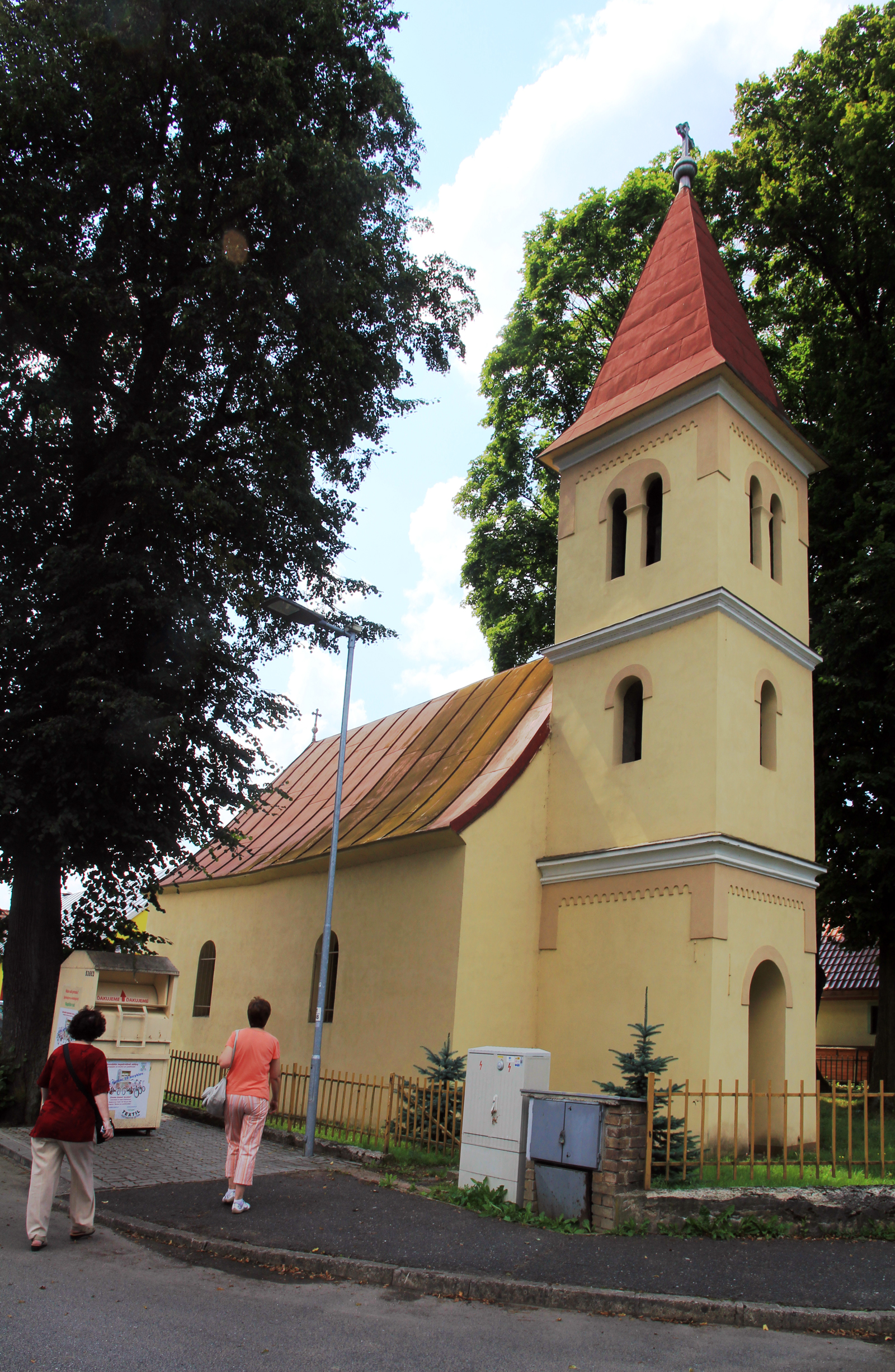
Kostel